# 박민근
박민근(한국 한자: 朴敏根, 1984년 2월 27일 ~ )은 대한민국의 축구 선수이며 포지션은 미드필더이다.

## 선수 경력
2007년 제주 유나이티드에 입단해 좋은기량을 보이며 정해성감독의 신임을받아 입단 첫해부터1군에 이름을 올리며 중국전지훈련과 터키전지훈련에 합류해 성공적인 프로무대에 입성했다       전지훈련중 피로골절로 부상치료후 새로운 팀    창원FC로 입단해 3년간 월등한 기량으로 팀을이끌며 3년연속 플레이오프 진출이라는 쾌거를 이루며 전성기를 시작해 2010년 창원FC를 떠나 대전시티즌 왕선재 감독의 부름에 다시 프로무대에 발을 내딛고 전성기를 누리며 주장으로써의 임무도 성실히 수행하며 팀을 잘이끄며 대전의 중추적역할을 하며 3년간 팀의 고참으로써의 역할을하고 다시 창원FC로 돌아와 은퇴를 준비하며 축구선수로써의 마지막을 불태우다 2014년 7월 축구선수로써 막을 내렸다